# Lista över fornlämningar i Borgholms kommun (Bredsätra)
Lista över fornlämningar i Borgholms kommun (Bredsätra) är en förteckning av ett urval av de fornlämningar som finns i Bredsätra i Borgholms kommun.
| Namn                                 | Lämningstyp                      | Tillkomsttid | Historisk indelning | Plats       | Läge                 | ID-nr          | Bild                                      |
| ------------------------------------ | -------------------------------- | ------------ | ------------------- | ----------- | -------------------- | -------------- | ----------------------------------------- |
| Bredsättra 1:1                       | Minnesmärke                      |              | Bredsätra, Öland    |             | 56.822856, 16.767373 | 10079000010001 | Ladda upp en till bild av detta fornminne |
| Bredsättra 2:1                       | Stensättning                     |              | Bredsätra, Öland    |             | 56.829082, 16.771826 | 10079000020001 | Ladda upp en bild av detta fornminne      |
| Bredsättra 2:2                       | Stensättning                     |              | Bredsätra, Öland    |             | 56.829339, 16.772402 | 10079000020002 | Ladda upp en bild av detta fornminne      |
| Bredsättra 2:3                       | Stensättning                     |              | Bredsätra, Öland    |             | 56.829334, 16.771951 | 10079000020003 | Ladda upp en bild av detta fornminne      |
| Bredsättra 3:1                       | Gravfält                         |              | Bredsätra, Öland    |             | 56.838545, 16.786566 | 10079000030001 | Ladda upp en bild av detta fornminne      |
| Bredsättra 5:1                       | Gravfält                         |              | Bredsätra, Öland    |             | 56.855797, 16.780890 | 10079000050001 | Ladda upp en bild av detta fornminne      |
| Bredsättra 12:1                      | Husgrund, förhistorisk/medeltida |              | Bredsätra, Öland    |             | 56.833415, 16.828345 | 10079000120001 | Ladda upp en bild av detta fornminne      |
| Bredsättra 14:1                      | Röse                             |              | Bredsätra, Öland    |             | 56.835588, 16.838832 | 10079000140001 | Ladda upp en bild av detta fornminne      |
| Bredsättra 15:1                      | Minnesmärke                      |              | Bredsätra, Öland    |             | 56.845854, 16.801190 | 10079000150001 | Ladda upp en bild av detta fornminne      |
| Bredsättra 16:1                      | Grav markerad av sten/block      |              | Bredsätra, Öland    |             | 56.852942, 16.806685 | 10079000160001 | Ladda upp en bild av detta fornminne      |
| Bredsättra 18:1                      | Grav markerad av sten/block      |              | Bredsätra, Öland    |             | 56.849017, 16.790769 | 10079000180001 | Ladda upp en bild av detta fornminne      |
| Bredsättra 19:1                      | Grav markerad av sten/block      |              | Bredsätra, Öland    |             | 56.849298, 16.788882 | 10079000190001 | Ladda upp en bild av detta fornminne      |
| Bredsättra 19:2                      | Grav markerad av sten/block      |              | Bredsätra, Öland    |             | 56.850038, 16.786264 | 10079000190002 | Ladda upp en bild av detta fornminne      |
| Bredsättra 19:3                      | Grav markerad av sten/block      |              | Bredsätra, Öland    |             | 56.850582, 16.784035 | 10079000190003 | Ladda upp en bild av detta fornminne      |
| Bredsättra 20:1                      | Gravfält                         |              | Bredsätra, Öland    |             | 56.859501, 16.849351 | 10079000200001 | Ladda upp en bild av detta fornminne      |
| Bredsättra 26:1                      | Grav markerad av sten/block      |              | Bredsätra, Öland    |             | 56.859285, 16.820845 | 10079000260001 | Ladda upp en bild av detta fornminne      |
| Brudstenen (Bredsättra 28:1)         | Hällristning                     |              | Bredsätra, Öland    |             | 56.863656, 16.842198 | 10079000280001 | Ladda upp en bild av detta fornminne      |
| Bredsättra 29:1                      | Stensättning                     |              | Bredsätra, Öland    |             | 56.863215, 16.837911 | 10079000290001 | Ladda upp en bild av detta fornminne      |
| Bredsättra 31:1                      | Gravfält                         |              | Bredsätra, Öland    |             | 56.861274, 16.790515 | 10079000310001 | Ladda upp en bild av detta fornminne      |
| Bredsättra 32:1                      | Gravfält                         |              | Bredsätra, Öland    |             | 56.863341, 16.793681 | 10079000320001 | Ladda upp en bild av detta fornminne      |
| Bredsättra 33:1                      | Gravfält                         |              | Bredsätra, Öland    |             | 56.864656, 16.794717 | 10079000330001 | Ladda upp en bild av detta fornminne      |
| Bredsättra 34:1                      | Grav markerad av sten/block      |              | Bredsätra, Öland    |             | 56.859126, 16.821584 | 10079000340001 | Ladda upp en bild av detta fornminne      |
| Bredsättra 34:2                      | Grav markerad av sten/block      |              | Bredsätra, Öland    |             | 56.859125, 16.821650 | 10079000340002 | Ladda upp en bild av detta fornminne      |
| Bredsättra 36:1                      | Röse                             |              | Bredsätra, Öland    |             | 56.858987, 16.802814 | 10079000360001 | Ladda upp en bild av detta fornminne      |
| Bredsättra 37:1                      | Stensättning                     |              | Bredsätra, Öland    |             | 56.847340, 16.796490 | 10079000370001 | Ladda upp en bild av detta fornminne      |
| Bredsättra 37:2                      | Stensättning                     |              | Bredsätra, Öland    |             | 56.847402, 16.796258 | 10079000370002 | Ladda upp en bild av detta fornminne      |
| Bredsättra 38:1                      | Stensättning                     |              | Bredsätra, Öland    |             | 56.825076, 16.778542 | 10079000380001 | Ladda upp en bild av detta fornminne      |
| Bredsättra 39:1                      | Gravfält                         |              | Bredsätra, Öland    |             | 56.843214, 16.793722 | 10079000390001 | Ladda upp en bild av detta fornminne      |
| Bredsättra 40:1                      | Gravfält                         |              | Bredsätra, Öland    |             | 56.833150, 16.774270 | 10079000400001 | Ladda upp en bild av detta fornminne      |
| Bredsättra 47:1                      | Stensättning                     |              | Bredsätra, Öland    |             | 56.831372, 16.773479 | 10079000470001 | Ladda upp en bild av detta fornminne      |
| Bredsättra 47:2                      | Stensättning                     |              | Bredsätra, Öland    |             | 56.831847, 16.773769 | 10079000470002 | Ladda upp en bild av detta fornminne      |
| Bredsättra 48:1                      | Stensättning                     |              | Bredsätra, Öland    |             | 56.832377, 16.774545 | 10079000480001 | Ladda upp en bild av detta fornminne      |
| Bredsättra 88                        | Minnesmärke                      |              | Bredsätra, Öland    |             | 56.818734, 16.839589 | 11108000000235 | Ladda upp en till bild av detta fornminne |
| Sankta Britas kapell (Bredsättra 90) | Kyrka/kapell                     |              | Bredsätra, Öland    | Kapelludden | 56.819042, 16.841024 | 11108000000237 | Ladda upp en till bild av detta fornminne |
| Kappelludden (Bredsättra 91)         | Stridsvärn                       |              | Bredsätra, Öland    |             | 56.818052, 16.839919 | 11108000000239 | Ladda upp en bild av detta fornminne      |